# Mariä Heimsuchung (Depsried)

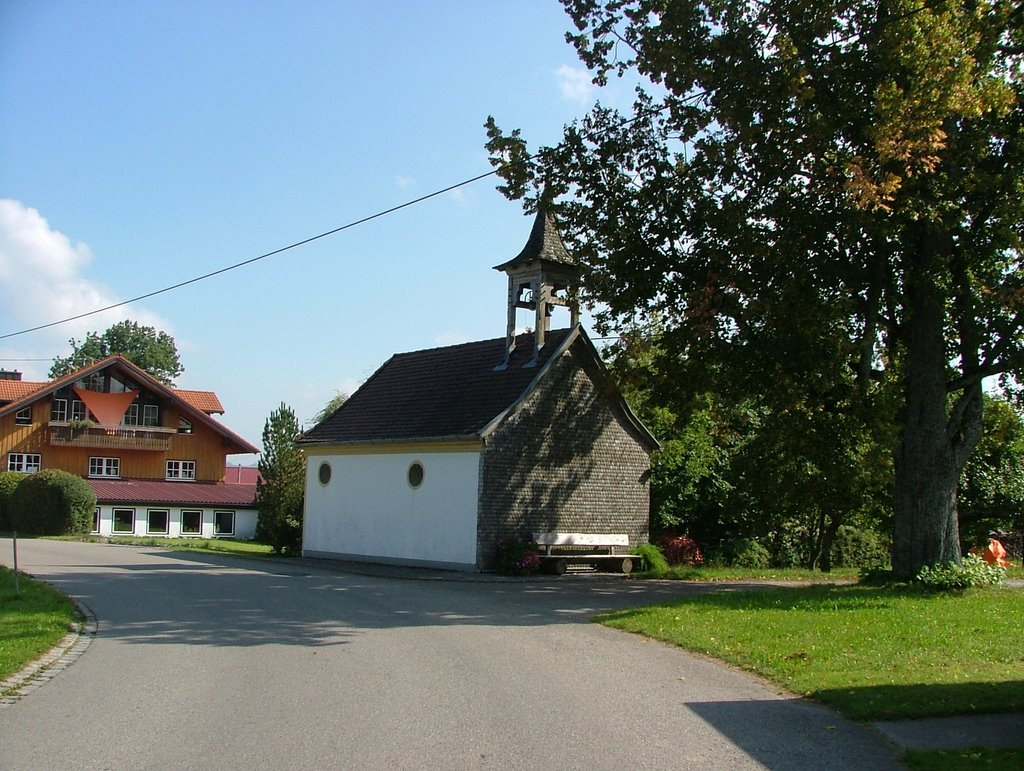
Kapelle Mariä Heimsuchung in Depsried

Die römisch-katholische Kapelle Mariä Heimsuchung befindet sich in Depsried, einem Ortsteil von Altusried im Landkreis Oberallgäu (Bayern). Die unter Denkmalschutz stehende Kapelle wurde im Jahr 1704 erbaut. Das Gebäude besteht aus einem Langhaus, das durch einen runden Chorbogen mit dem tonnengewölbten Chor verbunden ist. Das Langhaus besitzt eine Flachdecke. Der dreiseitig geschlossene Chor enthält toskanische Pilaster in den Ecken sowie ovale und stichbogige Fenster. Auf die Kapelle ist ein Dachreiter aufgesetzt. Im Jahr 1905 wurde die Kapelle restauriert, aus dieser Zeit stammt vermutlich auch die Ausmalung.
Der Altar aus der Erbauungszeit der Kapelle besteht aus zwei Säulen. In der Muschelnische befindet sich die Figur einer Muttergottes auf der Mondsichel aus der Zeit um 1700. Die beiden bäuerlichen Schnitzfiguren aus dem 19. Jahrhundert zeigen die Apostel Petrus und Paulus. Auf dem Gebälk des Altares sind Engelsköpfe sowie eine Heilig-Geist-Taube angebracht. Aus dem 18. Jahrhundert stammen die beiden stark beschädigten Gemälde mit den Darstellungen des heiligen Martin und des heiligen Sebastian.

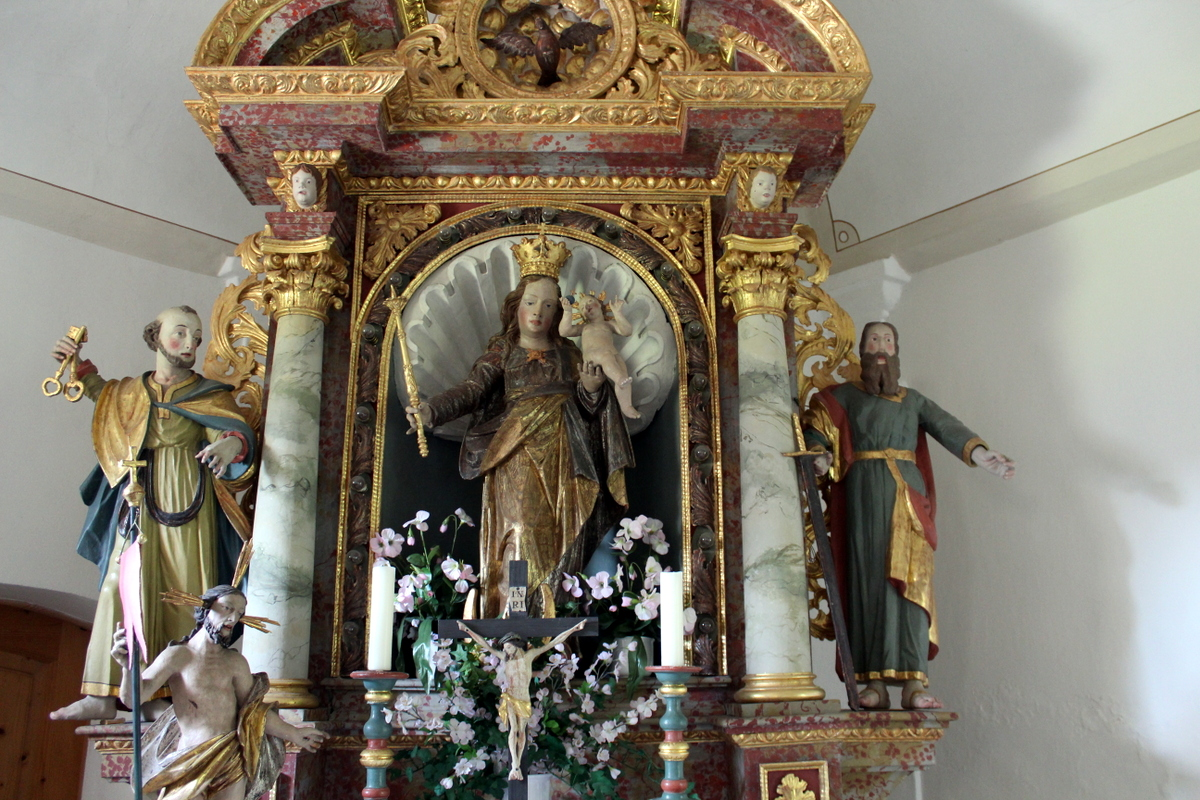
Altar der Kapelle
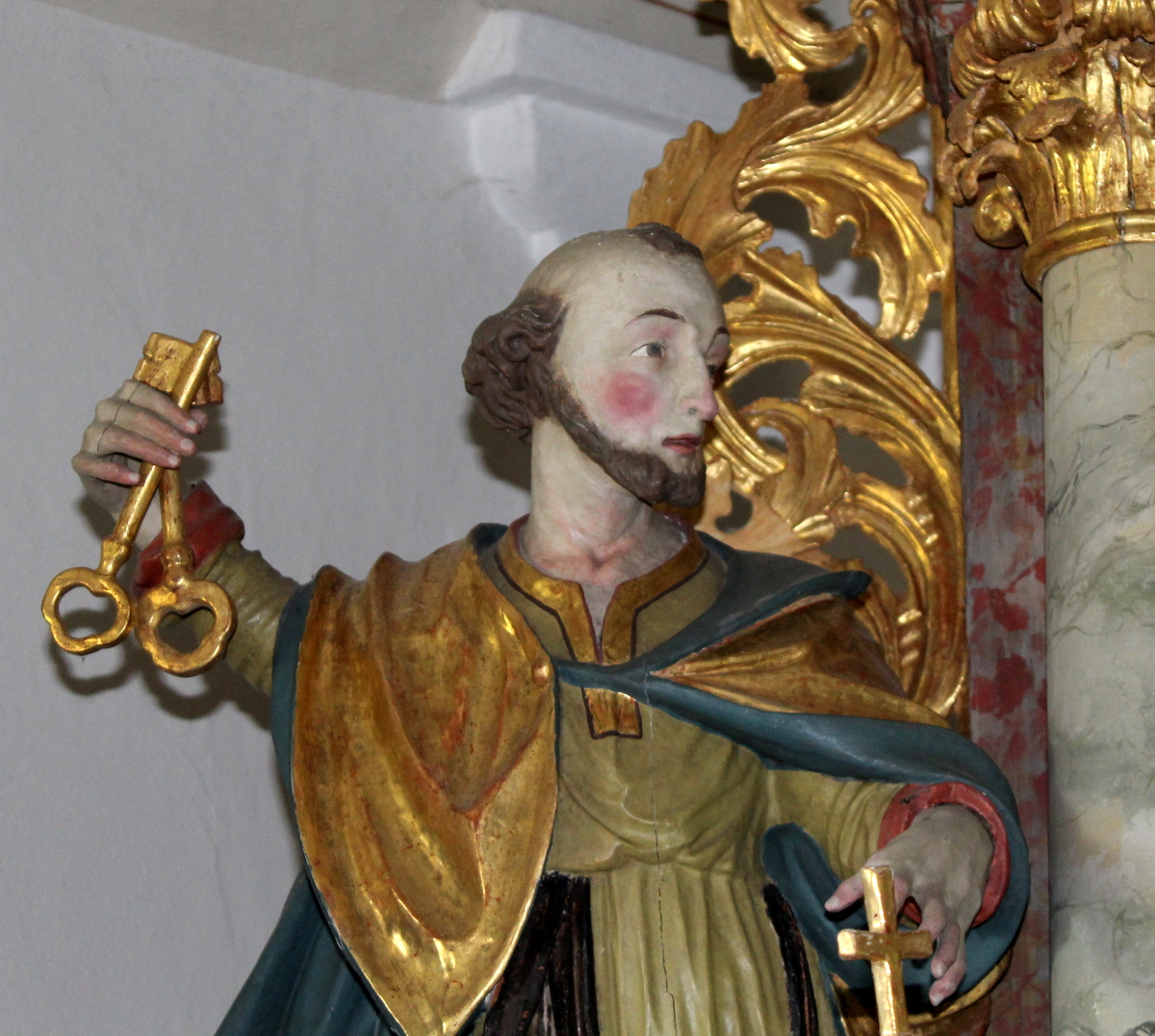
Figur des Apostels Petrus, seitlich am Altar